# Tangebeekbos
Het Tangebeekbos is een bos gelegen in de Vlaams-Brabantse gemeente Vilvoorde, op de grens met Grimbergen. Het bos is eigendom van het Agentschap voor Natuur en Bos.
Ten noorden van dit natuurgebied loopt de Tangebeek, die er de grens vormt tussen Grimbergen en Vilvoorde. Het Tangebeekbos ligt ook ongeveer halverwege tussen de 9 km lange groene verbinding tussen de Grimbergse Sint-Servaasbasiliek van de Norbertijnen en de Vilvoordse Troostbasiliek van de karmelietessen. Deze route verbindt ook het Lintbos, het Prinsenbos, het Park Drie Fonteinen, de Gedempte Zenne en het Hanssenspark.

## Toegankelijkheid
In het Tangebeekbos geldt de basisregel, ingevoerd door Joke Schauvliege in 2017, die inhoudt dat voetgangers de paden mogen verlaten (tenzij er voor het gebied een toegankelijkheidsregeling zou worden opgemaakt). Honden en andere gezelschapsdieren moeten steeds aan de leiband gehouden worden en mogen de wegen niet verlaten.